# Kenji Oshiba
Kenji Oshiba (大柴 健二, Oshiba Kenji) est un footballeur japonais né le 19 novembre 1973.